# Facón Grande
José Font, más conocido como Facón Grande, (Concepción del Uruguay, 1883-Cañadón de la Muerte de Jaramillo, provincia de Santa Cruz, 22 de diciembre de 1921) fue un obrero y carrero sindicalista argentino de origen entrerriano, radicado en la Patagonia Argentina. Es conocido por los hechos de las huelgas rurales de la Patagonia de 1921.
Facón Grande, por solidaridad con sus compañeros, terminó dirigiendo a un grupo de 400 hombres que se enfrentó a balazos contra el ejército cerca de la estación Tehuelches del Ferrocarril Patagónico, en el denominado "Combate de Tehuelches". Este habría sido, según el historiador Osvaldo Bayer, el único verdadero combate entre las tropas de Ejército y los huelguistas, a diferencia de los relatos brindados por los oficiales del ejército, quienes hacían pasar los fusilamientos por supuestos combates. Dos días más tarde, y luego de decidir en asamblea entregarse ante las tropas del Ejército, Facón Grande y unos 200 huelguistas, se rindieron en el poblado de Jaramillo, dado que se les había prometido respetar sus vidas. Sin embargo, Héctor Benigno Varela no cumple lo pactado y fusila un número no determinado de huelguistas, que varía según diferentes testigos entre 16 y 60 personas.
Su apodo se debió a las dimensiones del cuchillo ("facón") que usaba, y que iba colgado siempre en su cintura.

## Biografía

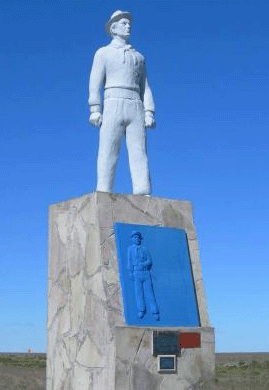
Monumento a Facón Grande.

Nacido en Entre Ríos, llegó a Santa Cruz entre 1904 y 1905 para trabajar en las salinas de Cabo Blanco y al poco tiempo comienzo a trabajar como peón en la estancia San José en inmediaciones de Puerto Deseado. No había ido a la escuela y apenas sabía leer y escribir. Nunca perdió su acento de gaucho entrerriano.

Osvaldo Bayer, basándose en reportajes, lo definió como un «hombre callado y cumplidor, carrero de oficio, esos que de un chiflido hacen obedecer a ocho caballos percherones». Font tenía carros y chatas en Cañadón León (actualmente la localidad de Gobernador Gregores) y se encargaba de transportar cueros y lanas. Según Bayer, Facón Grande era: 
«el carrero más respetado por todos los estancieros debido a su honestidad y a su generosidad. Jamás se fijaba en los pesos y era mano abierta para con los que venían a pedirle ayuda. Todos los testimonios reunidos son acordes en afirmar que era un buen hombre, recto, humilde, de una palabra (...) ninguno de los viejos pobladores de Deseado que lo conocieron dudan al calificarlo de persona decente y querida. Vestía como un paisano, bombachas y alpargatas, ancha faja negra a la cintura con facón cruzado, que nunca usó contra los hombres...».
Según Victorino Basterra, Font era nacido en el Montiel y llegó a la Patagonia para cuartear las zorras en las salinas de Cabo Blanco, al norte de Puerto Deseado. Luego se independizó y al tiempo tenía cinco chatas de caballos con las cuales hacía el recorrido desde Puerto San Julián a los lagos Posadas y Pueyrredón. Era muy habilidoso en la doma y en construir casas con chapas. Era considerado por los rurales como «el mejor domador de toda la zona». La gente se reunía cuando sabía que él iba a domar un caballo.
Años más tarde se estableció en Bahía Laura. Pero el comisario Lopresti lo obligó a desalojar además de llevarlo preso, golpearlo y destruirle el rancho que había construido. Por sus condiciones personales, y después de acusaciones en la Justicia y que lo hicieron recelar de los grandes propietarios, fue elegido por los obreros de las estancias para que los representara en sus reclamos ante la patronal.

### Huelga obrera de 1921

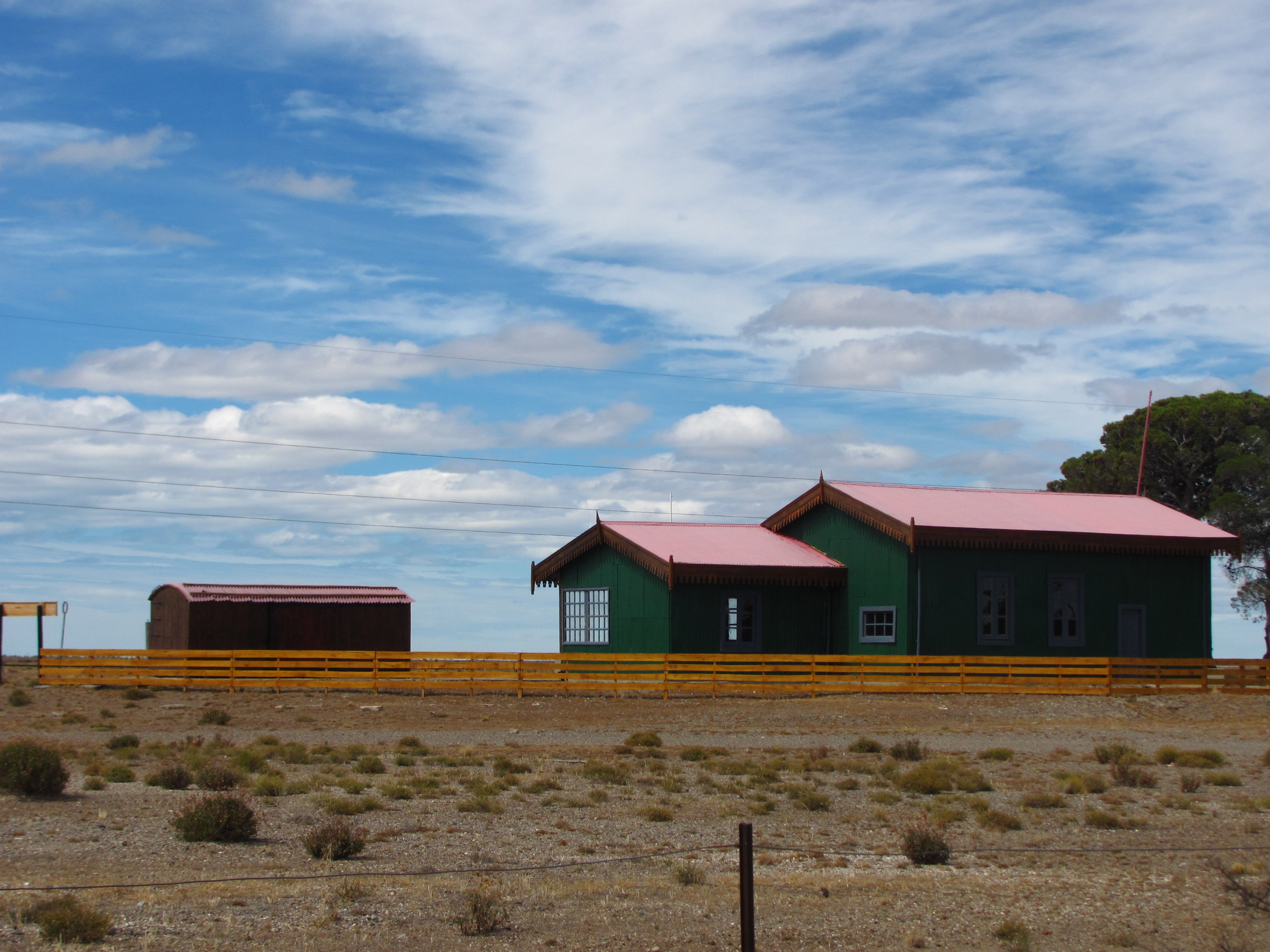
Vista actual de la estación Jaramillo.

Durante la huelga obrera de 1921, Facón Grande inició sus acciones en la zona central, luego de encontrarse con el dirigente Albino Argüelles, con quién decidió que él operaría los movimientos de la zona entre Puerto Deseado y Colonia Las Heras, de la línea del Ferrocarril Patagónico. El día 21 de diciembre se produjo un enfrentamiento armado entre el Ejército Argentino al mando del teniente coronel Héctor Varela y los huelguistas dirigidos por Font en las inmediaciones de la estación Tehuelches. Allí fallecieron un militar y tres huelguistas. Mientras que otro militar y varios obreros fueron heridos. Los huelguistas sobrevivientes de aquella batalla fueron trasladados a la estación Jaramillo, donde poco después la gran mayoría serían fusilados, entre ellos Facón Grande. A partir de estos sucesos es que se considera un sitio histórico a la estación Jaramillo.
José Font creía que se trataba de la policía y no del ejército hasta después del combate de la estación Tehuelches cuando vio la gorra de Fischer, el soldado favorito de Varela. Allí aparece el gerente de La Anónima, Mario Mesa, a parlamentar con Font, y les promete respetar la vida de todos y acceder a sus demandas si se rinden. Luego de una asamblea, los obreros deciden entregarse. A Font un grupo de soldados lo aisló junto al galpón de la estación. Pese a que pidió hablar con Varela él no lo recibió y lo mantuvo custodiado. Font le grita a los soldados que le digan a Varela que él lo desafía a pelear con cuchillo, «para ver si es tan valiente como dicen». Varela lo hace atar de pies y manos. Luego, dos suboficiales y dos soldados lo cargaron a la caja de un camión y se lo llevaron al sitio conocido como el Cañadón de la Muerte, que se ubicaría probablemente a unos 3000 metros de la estación Jaramillo. Le quitaron las ataduras, su facón, su chambergo y la faja negra de su cintura y le pusieron unos bretes. Allí fue fusilado el 22 de diciembre. Varela también fusiló a Leiva y al menos a medio centenar de obreros.
Según el capitán Ayala Torales, Facón Grande fue enterrado en Jaramillo. Los policías en Puerto Deseado se repartieron las ropas y el dinero. El entonces comisario del pueblo, Albornoz, se quedó con 4 chatas y 80 caballos.

## Homenajes
El hotel de la Unión Argentina de Trabajadores Rurales y Estibadores, en Buenos Aires, lleva el nombre de Facón Grande.
El 8 de octubre de 1999, en la zona donde fue asesinado, autoridades políticas, gremiales y protagonistas de la película La Patagonia Rebelde inauguraron un monumento en su memoria. En ese film de 1974, José Font fue encarnado por el actor Federico Luppi.
En el año 2021 se inauguró el Museo Facón Grande, localizado en la localidad de Jaramillo -cerca de donde fue asesinado 100 años antes-, en lo que es la antigua estación de Ferrocarril de Puerto Deseado. Allí se repasan los sucesos conocidos como La Patagonia Rebelde.

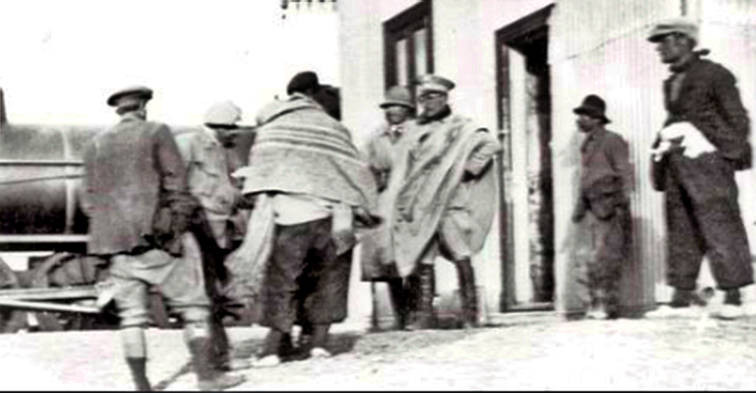
Foto tomada durante la filmación de la película La Patagonia Rebelde que recrea el momento e parlamento entre miembros del ejercito y los huelguistas en Tehuelches tras la batalla.

## Galería
|                                           |
| Placa en la escuela secundaria José Font. |

|                                               |
| Monumento cerca de Jaramillo sobre la Ruta 3. |

|                                                                                   |
| Federico Luppi. En el personaje de Facón Grande, en «La Patagonia Rebelde», 1974. |